# Jocelyn Brown
Jocelyn Lorette Brown (* 25. November 1950 in Kinston, North Carolina) ist eine amerikanische R&B- und Dance-Sängerin. Mit dem Lied Somebody Else’s Guy konnte sie sich 1984 in den amerikanischen Billboard Hot 100 platzieren.

## Biografie
Jocelyn Brown war bereits in den 1970er Jahren Bandmitglied in Disco-Gruppen wie Bad Girls, Inner Life, Musique oder dem Salsoul Orchestra. Später folgte ihre Zusammenarbeit mit Incognito. Sie sang außerdem als Backgroundsängerin für Billy Idol Luther Vandross, George Benson und John Lennon. Auch DJ BoBo lieh sie für einige Tracks seines Albums World in Motion (1996), z. B. Don’t Stop the Music, ihre Stimme. Aus der A-cappella-Version ihres Songs Love Is Gonna Get You von 1985 schnitten sich SNAP! die Zeile I’ve Got the Power heraus und landeten mit dem Lied The Power ihren ersten Nummer-eins-Hit. 1992 sang sie im Lied Don’t Talk Just Kiss von Right Said Fred mit, das in Deutschland und England unter die Top 3 der Charts kam.
Brown hatte über 20 Hits in den Dance- und House-Charts. Dazu gehören auch die vier Nummer-eins-Hits Love’s Gonna Get You (1986), Keep on Jumpin’ (1996), Something’s Goin’ On (1997) und Fun (1998). Zu Beginn der 1990er Jahre begann sie für House-Musik-Projekte zu singen. In dieser Zeit entstand auch der erfolgreiche Titel I’m a Woman, den sie zusammen mit Cassius im Jahr 2002 aufnahm.
Brown arbeitet noch heute in verschiedenen musikalischen Projekten, unter anderem mit Ultra Naté, Kim Mazelle, Motiv8 oder Roy Ayers.

## Diskografie

### Alben
- 1981: Walk Before You Run
- 1987: One from the Heart
- 1989: Somebody Else’s Guy
- 1991: Absolutely Jocelyn Brown!
- 1992: The Best of Jocelyn Brown and Friends
- 1995: The Classics (mit Serious)
- 1995: Essential Dancefloor Artists Volume 6
- 1995: Jocelyn’s Classic R&B Mastercuts (mit Serious)
- 1995: Jocelyn’s Classic Reggae Mastercuts (mit Serious)
- 1996: Diva
- 1997: The Ultimate Experience (mit Melodie MC)
- 1997: Live
- 1998: Free (mit A. K. Soul und Sylvia Mason)
- 1998: The Hits
- 1999: Moment of My Life – Jocelyn Brown Anthology
- 1999: Live from West Port Jazzfestival Hamburg (mit Ray Gaskins Band und Roy Ayers)
- 2000: Jocelyn Mania
- 2006: The Anthology (mit Inner Life)
- 2006: Unreleased
- 2006: Circles
- 2010: True Praises
- 2017: Jocelyn Brown

### Singles
- 1981: If I Can’t Have Your Love
- 1982: Take Some Time Out (For Love) (mit The Salsoul Orchestra)
- 1984: Somebody Else’s Guy
- 1984: I Wish You Would
- 1984: Ain’t No Mountain High Enough
- 1984: Too Through (mit Bad Girls)
- 1984: Hands Off
- 1984: Picking Up Promises
- 1984: So in Love (mit Raven)
- 1984: I’m Gonna Make It to the Top
- 1985: Love’s Gonna Get You
- 1987: Ego Maniac
- 1987: Caught in the Act
- 1987: Whatever Satisfied You
- 1988: R-U-Lonely
- 1988: (Knock Out) Let’s Go Another Round
- 1989: Freedom
- 1989: Mysterious (mit Phill Edwards)
- 1990: Day Dreaming (Hey Baby) (und The Robotiks)
- 1990: Feel Like Makin’ Love (mit Heatwave)
- 1990: Turn Out the Lights  (mit Oliver Cheatham)
- 1991: Mindbuster (mit Oliver Cheatham)
- 1991: Always There (mit Incognito)
- 1991: I Wanna Know What Love Is (feat. VooDoo Possee)
- 1991: She Got Soul (mit Jamestown)
- 1991: Don’t Talk Just Kiss (mit Right Said Fred)
- 1991: Got to Get Away (mit Off-Shore)
- 1991: Gypsy Rhythm (mit Raul Orellana)
- 1992: My Sun Will Get You (mit Raul Orellana)
- 1992: Take Me Up (mit Sonic Surfers)
- 1992: Got Me Dancin’ (mit Charismatic)
- 1993: Permanent Love (mit Jason Rebello)
- 1993: I’m Caught Up (In a One Night Love Affair) / Picking Up Promises (Remix) / You Got Me (nur 12inch)
- 1993: Magic Man (Abracadabra) (mit KC Flightt)
- 1994: No More Tears (Enough Is Enough) (und Kym Mazelle)
- 1994: Gimme All Your Lovin’ (und Kym Mazelle)
- 1995: Black Skinned, Blue Eyed Boy (mit B-Project)
- 1995: Innocent (mit Stuff&Art)
- 1995: Like That (mit Inner Life)
- 1996: Keep on Jumpin’ (mit Todd Terry und Martha Wash)
- 1996: Just Too Big for Words (und Gordon)
- 1997: Somethings Going On (mit Todd Terry und Martha Wash)
- 1997: It’s Alright, I Feel It! (mit Nuyorican Soul)
- 1997: I Am the Black Gold of the Sun (mit Nuyorican Soul)
- 1997: Happiness (mit Kamasutra)
- 1997: Embrace the Power (mit Melodie MC)
- 1997: Fake (mit Melodie MC)
- 1997: Give Me Back Your Love (mit Melodie MC)
- 1997: Free (mit Melodie MC)
- 1997: Real Man (mit Melodie MC)
- 1997: Take Me Up (mit Liquid Measure)
- 1997: Love Is (Fade & Bananaman Remixes) (mit Voodoo Posse)
- 1998: Fun (mit Da Mob)
- 1998: Ain’t No Mountain High Enough
- 1998: Special Love (mit Jestofunk)
- 1998: Show You Love (mit A. K. Soul)
- 1999: I Believe (mit Jamestown)
- 1999: It’s All Good (mit Da Mob)
- 1999: Believe (mit Ministers De-La-Funk)
- 1999: You Are the One (mit Cerrone)
- 2000: Stand Up (mit Magic Cucumbers & Connie Harvey)
- 2001: Winners (mit David Morales)
- 2002: I’m a Woman (mit Cassius)
- 2002: That’s How Good Your Love Is (mit Il Padrinos)
- 2002: Suspicious (mit Stitch)
- 2002: Do You Remember? (mit N-Jay)
- 2002: If You’re Out There (mit Alex Wilson)
- 2003: Doin’ It My Way (Daryl B & Wayne Hart Present Jocelyn Brown and Family)
- 2003: A Better World (Part II) (mit AgeHa und Loleatta Holloway)
- 2003: Hold Me Up (mit Glory)
- 2003: Gotta Be J. B. (und Significant Others)
- 2004: Hooked on You (mit Cerrone)
- 2004: Riding on the Wings (mit Motiv8)
- 2004: Black Skin Blue Eyed Boys (Tatjana Orffé Meets Jocelyn Brown)
- 2006: Funk Me (mit Stevie E.)
- 2007: I Don’t Want You Anymore (Remixes) (mit Noferini & Kortezman)
- 2007: I Just Wanna Make Love to You (mit Population)
- 2008: All About the Music (mit The Allstars Collective)
- 2008: The Lollipop (mit Delicious Allstars)
- 2009: Love Alibi (mit Camboso)
- 2009: Special Love (mit Jestofunk)
- 2010: Beautiful Day (mit Hardage)
- 2011: Set Me Free (mit Blame)
- 2012: Get Down! (mit Stéphane Lagarde)
- 2012: Christmas EP
- 2012: How Can I? (& Soulpersona)
- 2013: Perfect Person (mit Light of the World)
- 2015: Makes You Feel Good (Soulpersona & Princess Freesia feat. Jocelyn Brown)

### Musical, Film
- 1980: Divine Madness (mit Bette Midler, Diva Gry, Irving Sudrow) – Broadway-Live-Mitschnitt